# 이희경
이희경(李姬庚, 1984년 5월 10일 ~ )은 대한민국의 희극배우이다. 2019년 3월부터 미국 샌디에고에서 유학 중이었다가 2020년 3월에 귀국했다.
대표작으로는 《KBS 개그콘서트》의 〈헬스걸〉이 있다. 이 밖에도 개그콘서트 슈퍼스타 KBS에서 권사님 역으로 출연했던 것으로 유명하며 실제로도 독실한 개신교 신자라 한다. 현재 서울시에 거주하고 있다.

## 생애
2007년 연극배우 데뷔하였으며 2010년 KBS 25기 공채 개그맨으로 정식 데뷔하였다.

## 일화
- 신보라, 곽현화 등과 함께 개그계 엄친딸로 유명하며 중·고등학교 시절 학생회장을 지냈고 2003년 경희대 국제학과에 진학해서 1학년 때 과대, 2학년 때 부학생회장, 3학년 때 총학생회장을 역임했다.[1]
- 최근 개그콘서트 헬스걸 코너에서 권미진과 함께 출연하면서 원래 뚱뚱한 몸매에서 날씬한 몸매로 변한 것이 화제가 되었다.[2]

## 출연작

### 방송
- KBS《개그콘서트》
  - 〈헬스걸〉[2]
  - 〈슈퍼스타KBS〉
  - 〈굿모닝 한글〉
  - 〈우리 성광이가 달라졌어요〉
  - 〈우리 성광씨가 달라졌어요〉
  - 〈희극 여배우들〉
  - 〈이야기쇼 더드림〉
  - 〈노애〉
  - 〈현대 레알 사전〉
  - 〈시청률의 제왕〉
  - 〈누려〉
  - 〈두근두근〉
  - 〈취해서 온 그대〉취객 역
  - 〈이 부부가 사는 법〉
- TV조선 《아시아 헌터》 나레이션
- SBS 《못난이 주의보》
- TBN 라디오 《신나는 운전석 주말(토·일요일)》
- EBS FM 《영어! 할 수 있다 Can Can Can(월~토요일)》
- EBS 《Basic English 왕초보 영어》
- SBS 《고릴라팟 술주나 안주나》

## 도서
- 2012년 폭풍 다이어트
- 2014년 행복한 수업

## 수상
- 2011년 제19회 대한민국 문화연예대상 개그신인상[3]
- 2011년 KBS 연예대상 코미디부문 여자 신인상[4]